# Dottato

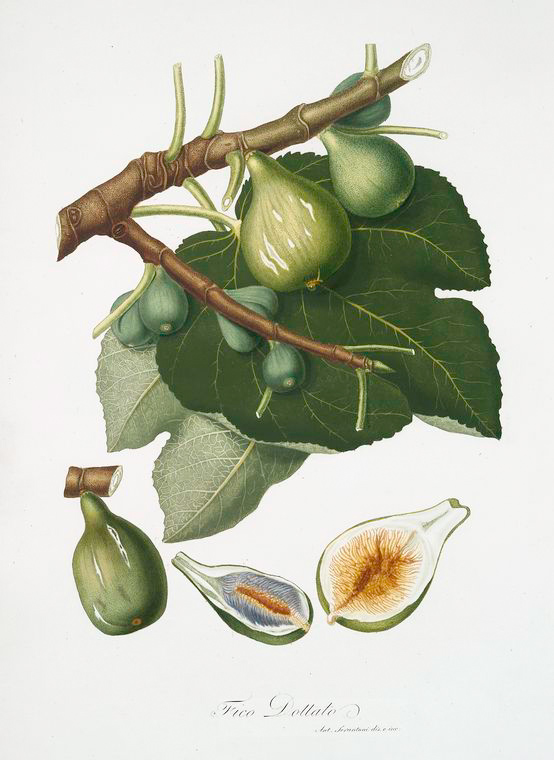
Die Feigen sind meist heller und gelblicher, das Fruchtfleisch oft heller als auf dieser Zeichnung.

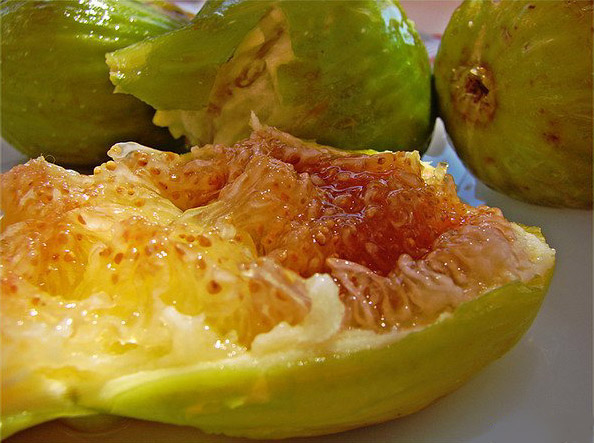
Früchte von Dottato.

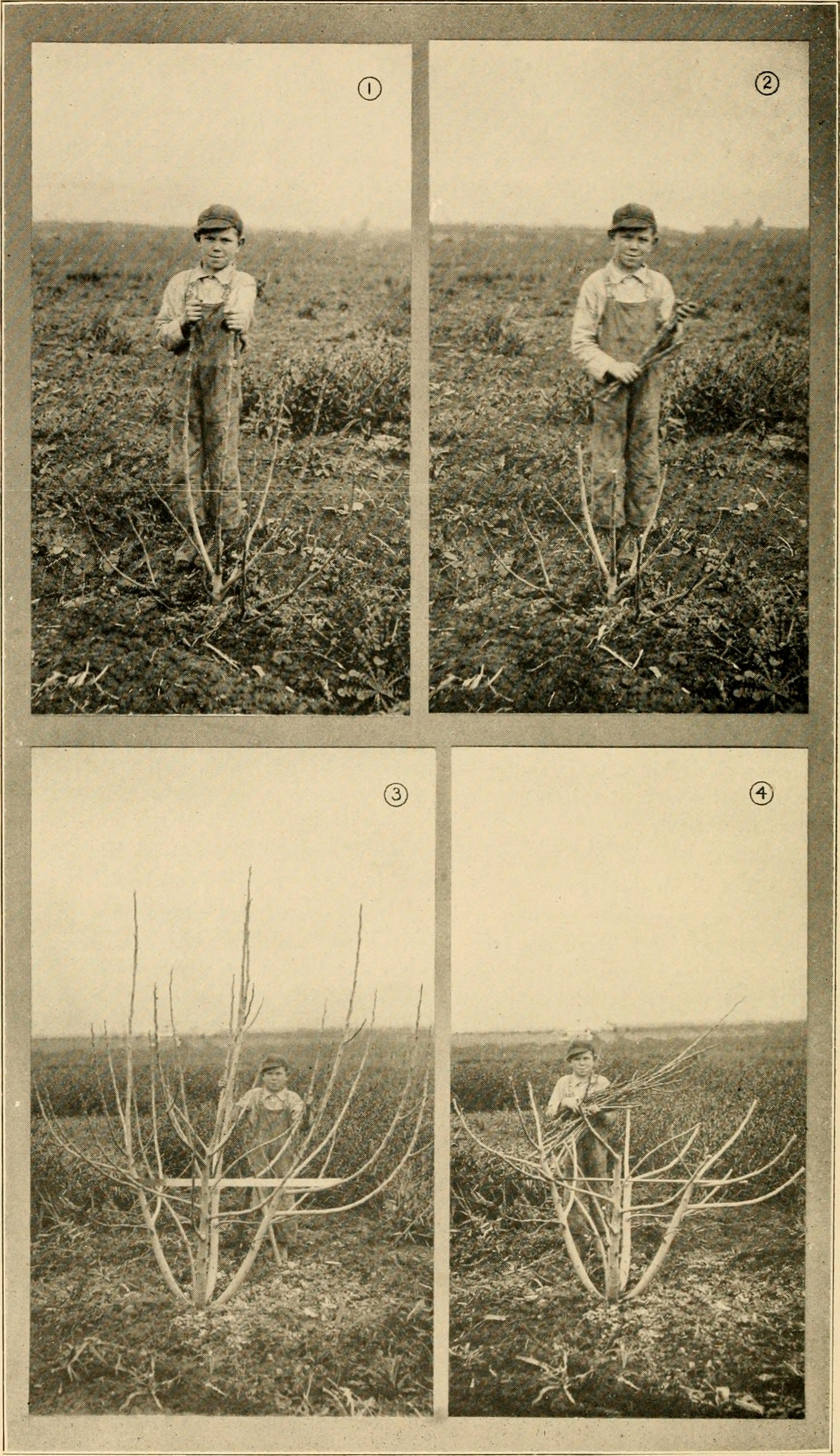
Dieses und das untenstehende Bild sind aus dem Buch The Kadota Fig von W. Sam Clark aus dem Jahre 1920.

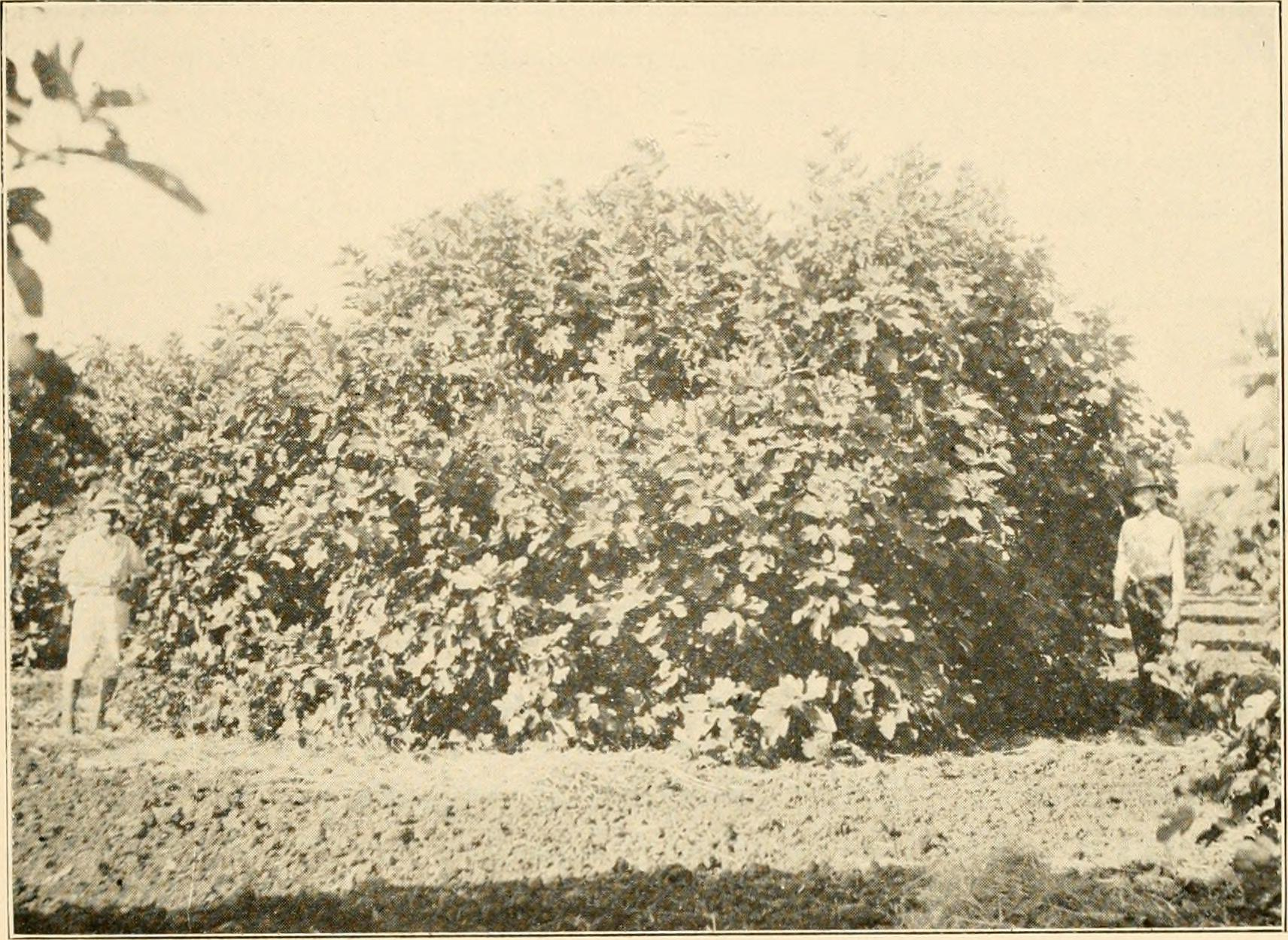

Dottato, in Nordamerika Kadota genannt, ist eine Feigensorte der Art Ficus carica. Sie ist eine zweimaltragende Hausfeige, die für den Freilandanbau in Deutschland vor allem in Gebieten geeignet ist, die Weinbauklima haben, wie beispielsweise die Oberrhein-Ebene, die Pfalz und die Weinbaugebiete entlang des Rheins bis ins Ruhrgebiet, da sie etwas weniger winterhart ist als die winterhärtesten Feigensorten.
Sie stammt wahrscheinlich aus Italien, wo sie bis heute weit verbreitet angebaut wird und in der Gegend um Cosenza die geschützte Ursprungsbezeichnung „Fichi di Cosenza“ trägt. In den italienischen Provinzen Arezzo, Florenz und Prato wird sie als Prodotto agroalimentare tradizionale („traditionelles Agrarprodukt“) geführt. Auch in Nordamerika ist sie weit verbreitet.

## Synonyme
Der Sortenname hat viele Synonyme: Abruzzes, Adottato, Binella, Binello, Blanchette, Clarkadota, Datteresi, Dattero, Dokkar (DFIC 222), Dottato, Dottato Bianco, Endrich, Ficus carica binella Risso, Florentine, Gentile, Grascello, Honey, Lemon (DFIC 219), LSU Everbearing (DFIC 206), Medot, Napoletani, Ottato, Trifero, Troiano (DFIC 46), Uttato, Vottato, White Endich, White Kadota.

## Baum
Dottato hat einen mittelstarken bis starken Wuchs und kann in Mitteleuropa eine Höhe von 5 bis 6 m und eine ebensolche Breite erreichen. Das Blatt ist meist fünflappig, tief eingeschnitten und mit auf der Oberseite der Blattspreite auffälligen Mittel- und Seitenrippen.

## Früchte
Dottato trägt im Vergleich zu anderen Feigensorten recht viele Frühfeigen, die bei Reife blassgrün bis goldgelb sind, vereinzelt mit rötlichen Backen. Die Frucht ist rundlich bis tropfenförmig, die Öffnung an der Spitze (Ostiolum) ist meist halboffen, das Fruchtfleisch ist hell-honigfarben bis rosa, die Frühfeigen wiegen 60 bis 70 g, Reife ist im August. Die Spätfeigen, etwa 60 g schwer, reifen ab September, sie werden jedoch in Deutschland oft nicht alle reif. Die Feigen haben eine gute Geschmacksqualität, eine gute Transportfestigkeit und sind zum Trocknen geeignet.